# 馬拉夸內區
25°44′S 32°41′E / 25.733°S 32.683°E

馬拉夸內區（葡萄牙語：Marracuene），是莫桑比克的行政區，位於該國南部，由馬普托省負責管轄，首府設於馬拉夸內，面積703平方公里，2007年人口136,784，人口密度每平方公里190人。